# Trichosteleum borbonicum
Trichosteleum borbonicum là một loài rêu trong họ Sematophyllaceae. Loài này được (Bél.) A. Jaeger mô tả khoa học đầu tiên năm 1878.